# Eilif Peterssen
Hjalmar Eilif Emmanuel Peterssen (Cristianía, 4 de septiembre de 1852 – Lysaker, 29 de diciembre de 1928) fue un pintor noruego.
Estudió en la Escuela de Artes y Artesanías de Cristianía (Oslo) entre 1866 y 1870. Tras pasar brevemente por la Escuela de Pintura Johan Fredrik Eckersberg, propiedad de Knud Bergslien y Morten Müller, viajó al extranjero en 1871. Estudiaría en la Escuela de Arte de Copenhague; en Karlsruhe, donde fue alumno de Hans Gude, en Múnich, donde tuvo la tutoría de Wilhelm Diez, y en 1879 en Roma. Además visitó también Londres y París. Tras ello regresó a Noruega y se establecería en Bærum. Debutó en la Exposición de Otoño de Cristianía en 1882.
Su esmerada preparación artística lo convirtieron en un conocedor del arte europeo y en uno de los más reconocidos pintores noruegos de su época. Petersen formó parte de varias cofradías de artistas: el grupo de Lysaker, los pintores de Fleskum y los pintores de Skagen. Fue uno de los artistas que introdujeron el neoromanticismo en Noruega.
Peterssen es también conocido en su país por su diseño del escudo de Noruega en 1905, cuando el país se separó de Suecia. Esa versión fue utilizada de manera oficial por las instituciones gubernamentales hasta 1937, cuando fue reemplazada por una nueva versión. Sin embargo, el diseño de Peterssen es aún utilizado en el escudo real y en la bandera real.
Además de sus reconocidos cuadros, colaboró también en la decoración pictórica del Hotel Turístico de Holmenkollen en 1889; ese mismo año pintó los retablos Los caminantes de Emaús en la Iglesia de Tanum, en Bærum, y Jesús en el huerto de Getsemaní, en la Iglesia de la Cruz, en Bergen. También fue ilustrador de la colección de cuentos populares de Peter Christen Asbjørnsen y Jørgen Moe y de una edición ilustrada de la Heimskringla, una colección de sagas medievales de Snorri Sturluson. Fue colaborador de la obra histórica Noruega en el siglo diecinueve, publicada en 1900. En reconocimiento a su obra le fue otorgada la Cruz de la Orden de San Olaf.

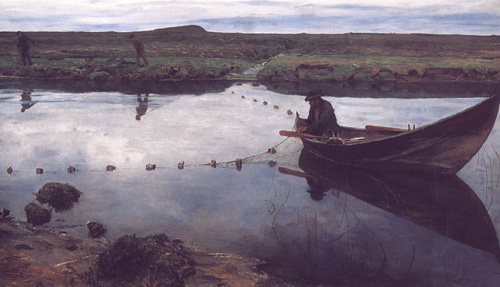
Pescador de salmón (1889).

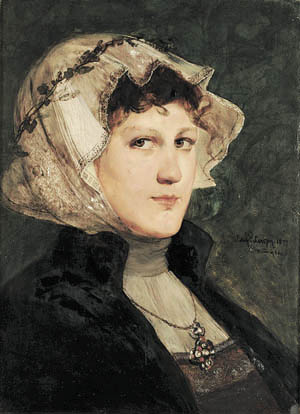
Kvinne (1877)
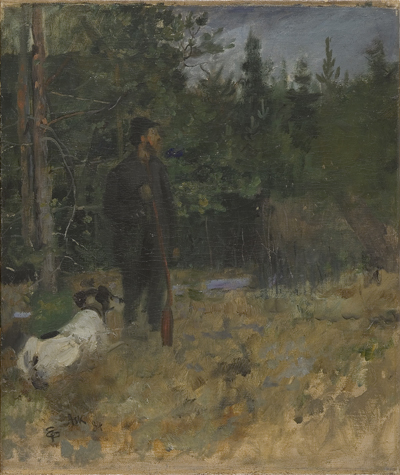
Jeger i skogen ved Ask (1884)
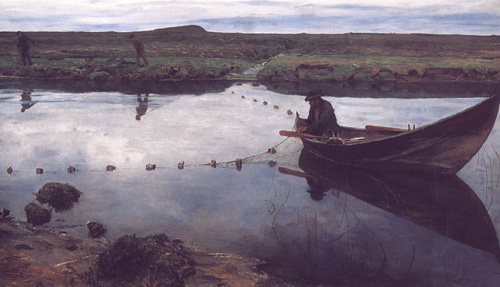
Laksefiskeren (1889)
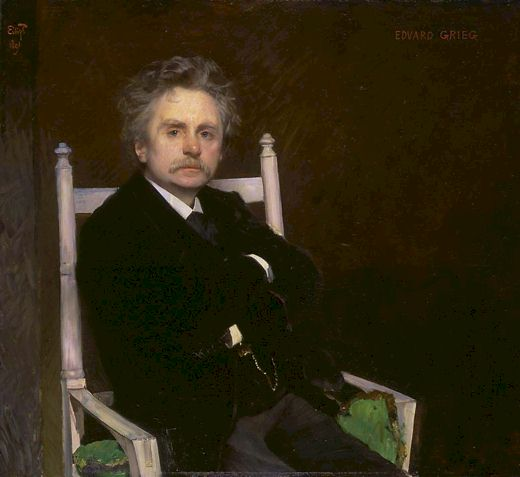
Edvard Grieg (1891)
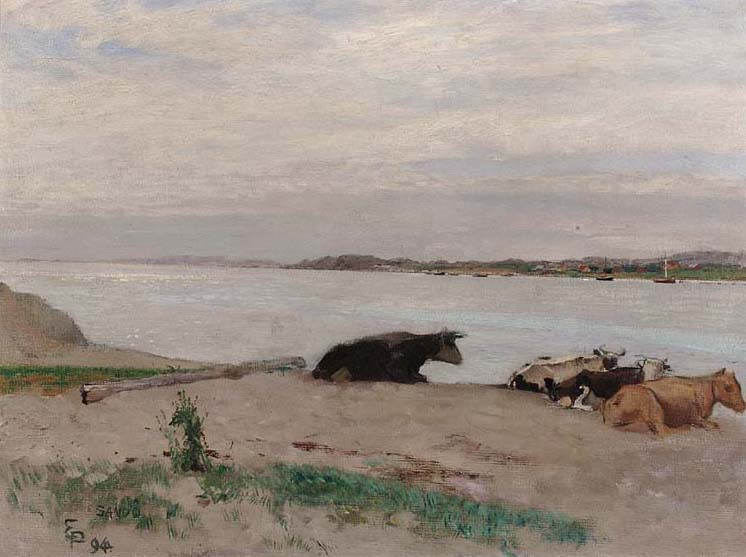
Sandø (1894)
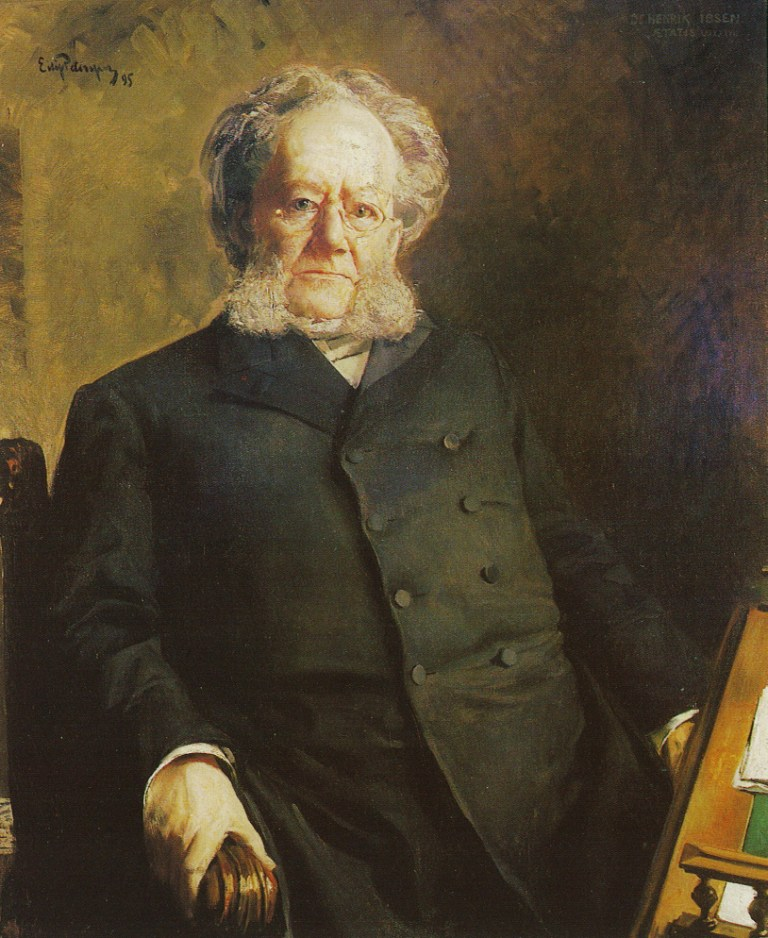
Henrik Ibsen (1895)
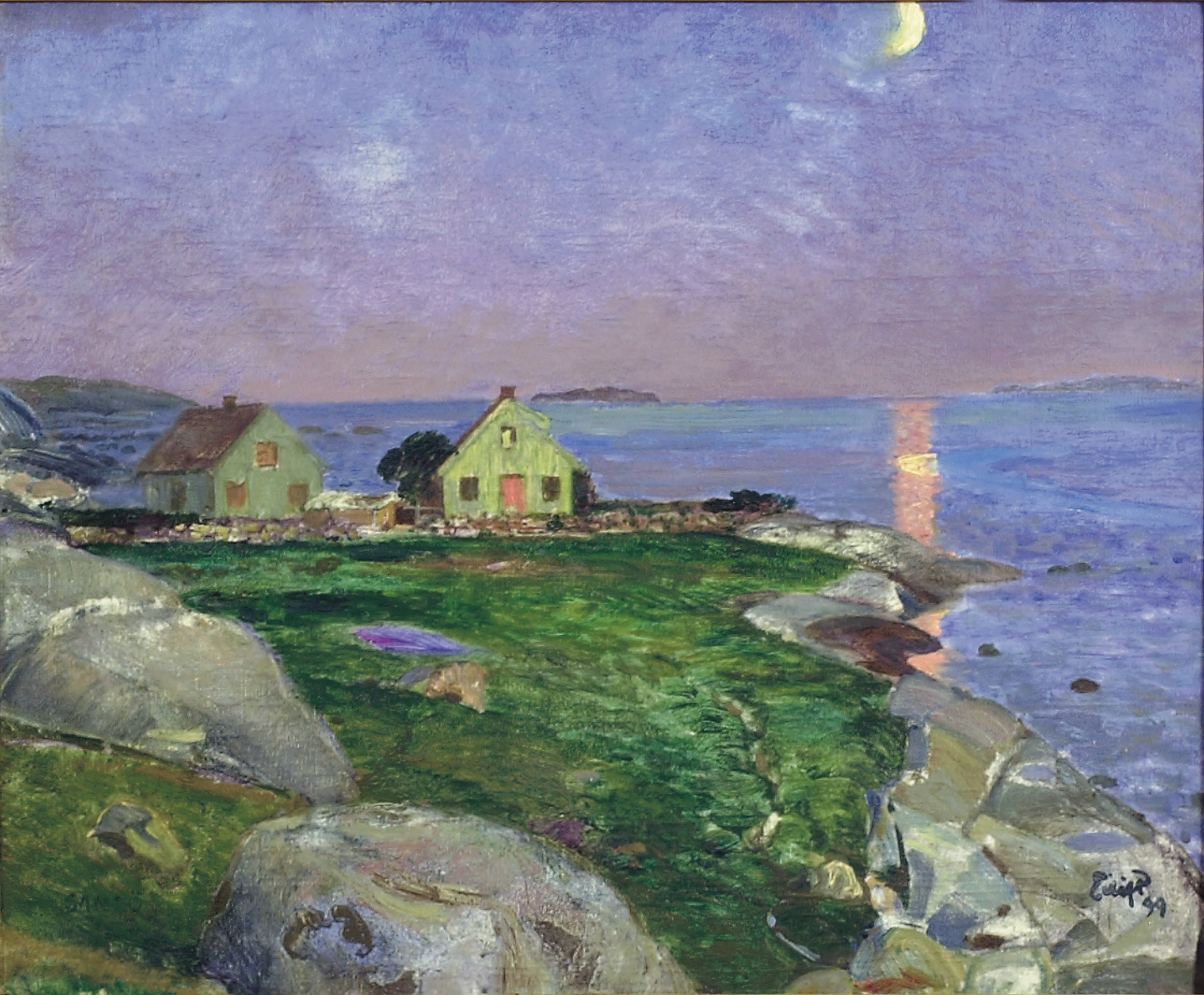
Sandø (1899)
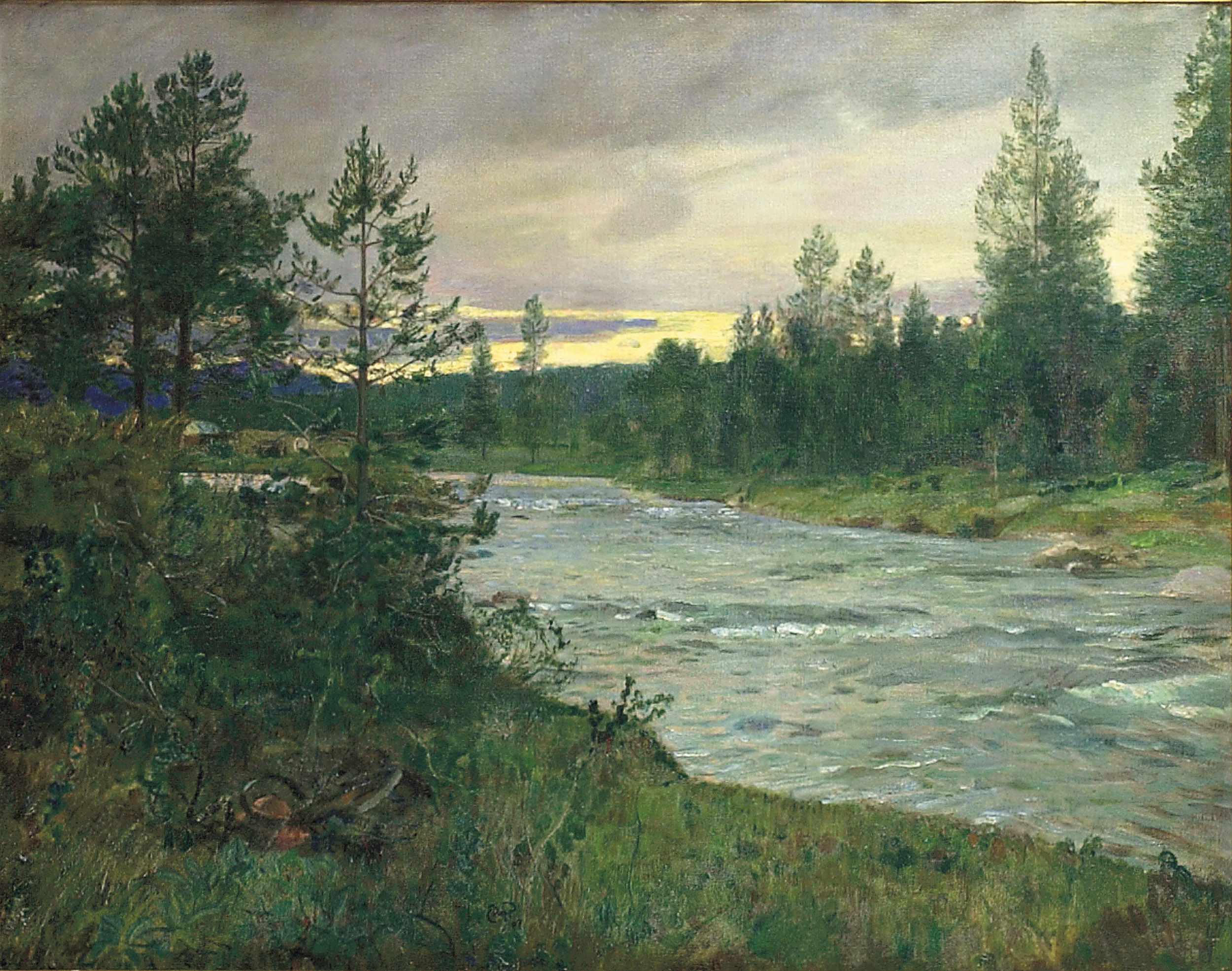
Fra Sevilosen ved Savalen (1907)
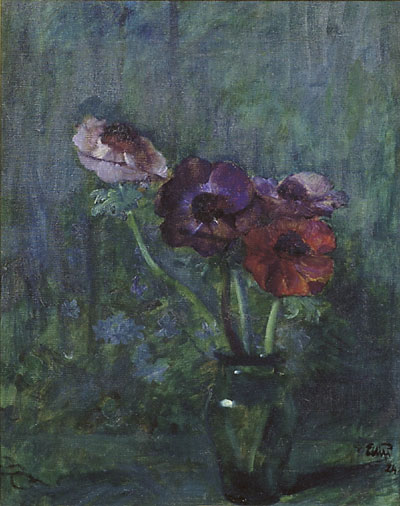
Anemoner (1924)